# Жулавы

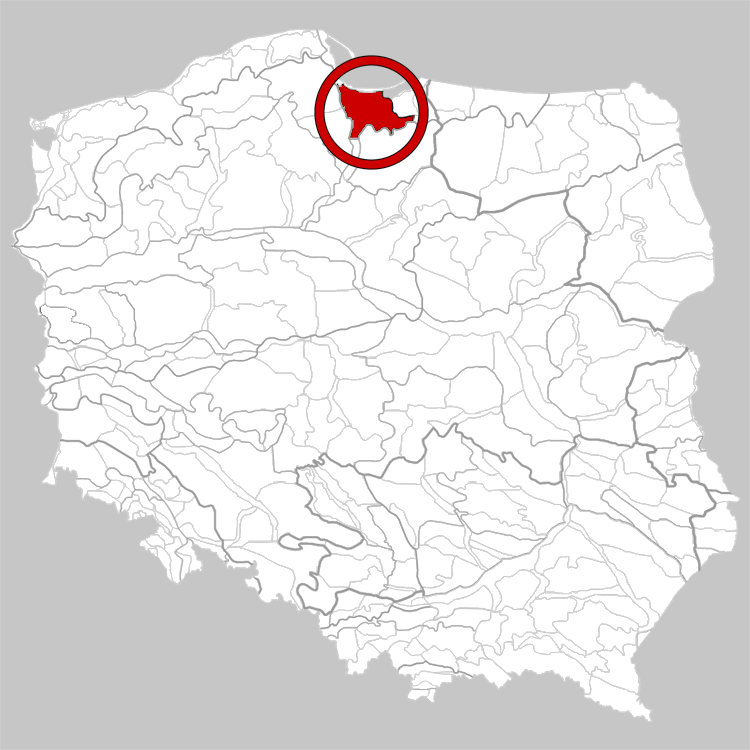
На карте Польши.

Жулавы (Вислянские Жулавы; пол. Żuławy Wiślane) — низменная область в северной части Польши, в дельте Вислы.
Площадь района составляет около 1 000 км². Жулавы отделены от Балтийского моря песчаными дюнами, сложены аллювиальными наносами. Часть территории находится ниже уровня моря (до -1,8 м). Здесь построены многочисленные дамбы и свыше 17 000 км мелиоративных каналов.
На юге района возделываются пшеница, сахарная свёкла, конопля; на севере и востоке — молочное животноводство, на северо-западе — овощеводство.